# Andrew Beauchamp-Proctor
Andrew Frederick Weatherby Beauchamp-Proctor (ur. 4 września 1894 w Kapsztadzie, zm. 21 czerwca 1921) – południowoafrykański pilot myśliwski, jeden z największych asów myśliwskich okresu I wojny światowej. Autor 54 zwycięstw powietrznych, w tym 16 balonów obserwacyjnych - 8 na liście „Balloon Busters”.

## Życiorys
Pochodzący z Kapsztadu Andrew Beauchamp-Proctor po wybuchu wojny zaciągnął się do Duke of Edinburgh's Own Rifles Pułku Piechoty Afryki Południowej. Służył tam jako sygnalista do sierpnia 1915 roku. Ponownie zaciągnął się do RAFu w 1917 roku i po ukończeniu szkoły pilotów w Oksfordzie 10 czerwca 1917 roku został przydzielony do 84 Eskadry.
Największe sukcesy powietrzne osiągnął w 84 Dywizjonie, w którym zaczął służbę w lipcu 1917 latając na samolocie SE5. W uznaniu zasług i sukcesów wojennych otrzymał prawie wszystkie najcenniejsze brytyjskie odznaczenia wojskowe: 
- Krzyż Wiktorii,
- Order Wybitnej Służby,
- Military Cross (dwukrotnie),
- Distinguished Flying Cross.

Proctor zginął tragicznie w katastrofie lotniczej 21 czerwca 1921, kiedy pilotowany przez niego samolot Sopwith Snipe rozbił się o ziemię.